# Alan Lomax
Alan Lomax (Austin, 15 de janeiro de 1915 - Sarasota, 19 de maio de 2002) foi um folclorista, musicólogo, pesquisador e arquivista estadunidense da música folclórica norte-americana, caribenha e européia. 

Filho de outro entusiasta da música folk, John Lomax, gravou, a princípio acompanhado de seu pai e posteriormente sozinho, músicos como Leadbelly, Jelly Roll Morton e Muddy Waters. Suas gravações formam o Arquivo de Música Folclórica Americana, uma coleção de cerca de 15.000 músicas compilada para a Biblioteca do Congresso.